# Vieux Pont (Confolens)
Pour les articles homonymes, voir Pont Vieux.
Le vieux pont, ou pont vieux, est un pont situé sur la commune de Confolens, en France.

## Généralités
Le pont franchit la Vienne et est situé à Confolens, dans le département de la Charente, en région Nouvelle-Aquitaine en France.

## Historique
Le pont a été construit à partir du XIe siècle, venant possiblement remplacer un pont d'origine gallo-romaine ; les avant-bec furent rehaussés au XIIIe siècle. Il était à l'origine fortifié : il possédait un pont-levis et trois tours (tour Saint-Maxime, la tour du My, tour Saint-Barthélemy). Ces tours ont été démantelées au XVIIIe siècle (1777),.
Il est réparé plusieurs fois au XVIIe siècle et des commerces étaient présents sur le pont jusqu'au XVIIIe siècle.
Principale voie d'accès à la ville pour les flux commerciaux, il est conforté et élargi en 1828 avant de perdre de l'importance en 1849 et la construction d'un second pont dit pont neuf un peu plus en amont,.
Le pont est classé au titre des monuments historiques par arrêté du 11 avril 1908.

## Architecture
Le pont est un pont voûté maçonné à neuf arches (ainsi que d'une arche supplémentaire construite lorsque le pont levis fut démantelé) de longueurs inégales : ses longueurs vont de 6,61 mètres à 12,72 mètres. Les piles, de dimensions 3,42 sur 3,82 mètres, sont en forme de demi-tourelles en amont et rectangulaires en aval. Au-dessus des piles, se trouvent de part et d'autre de la chaussée des refuges pour piétons.

## Galerie

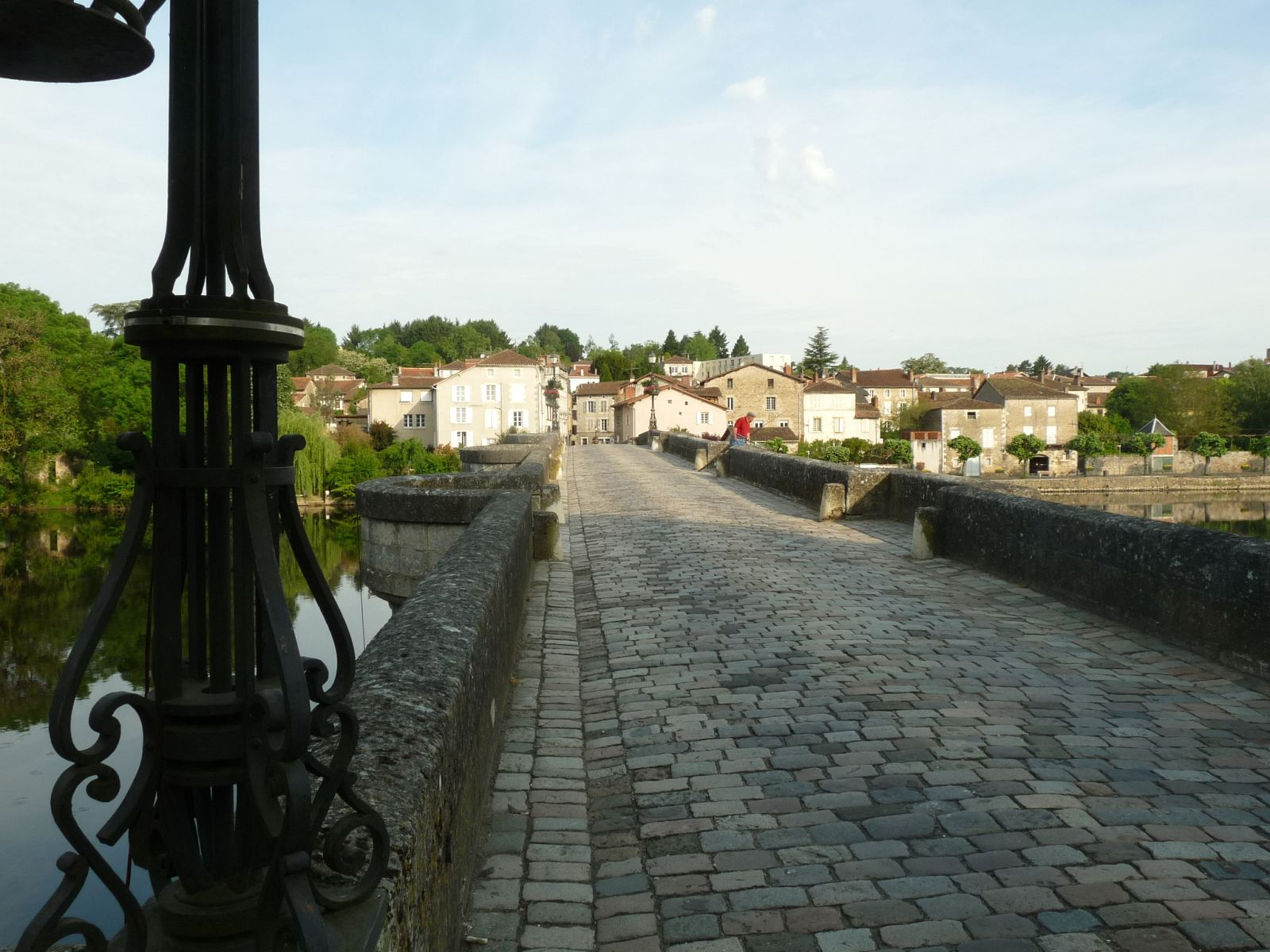
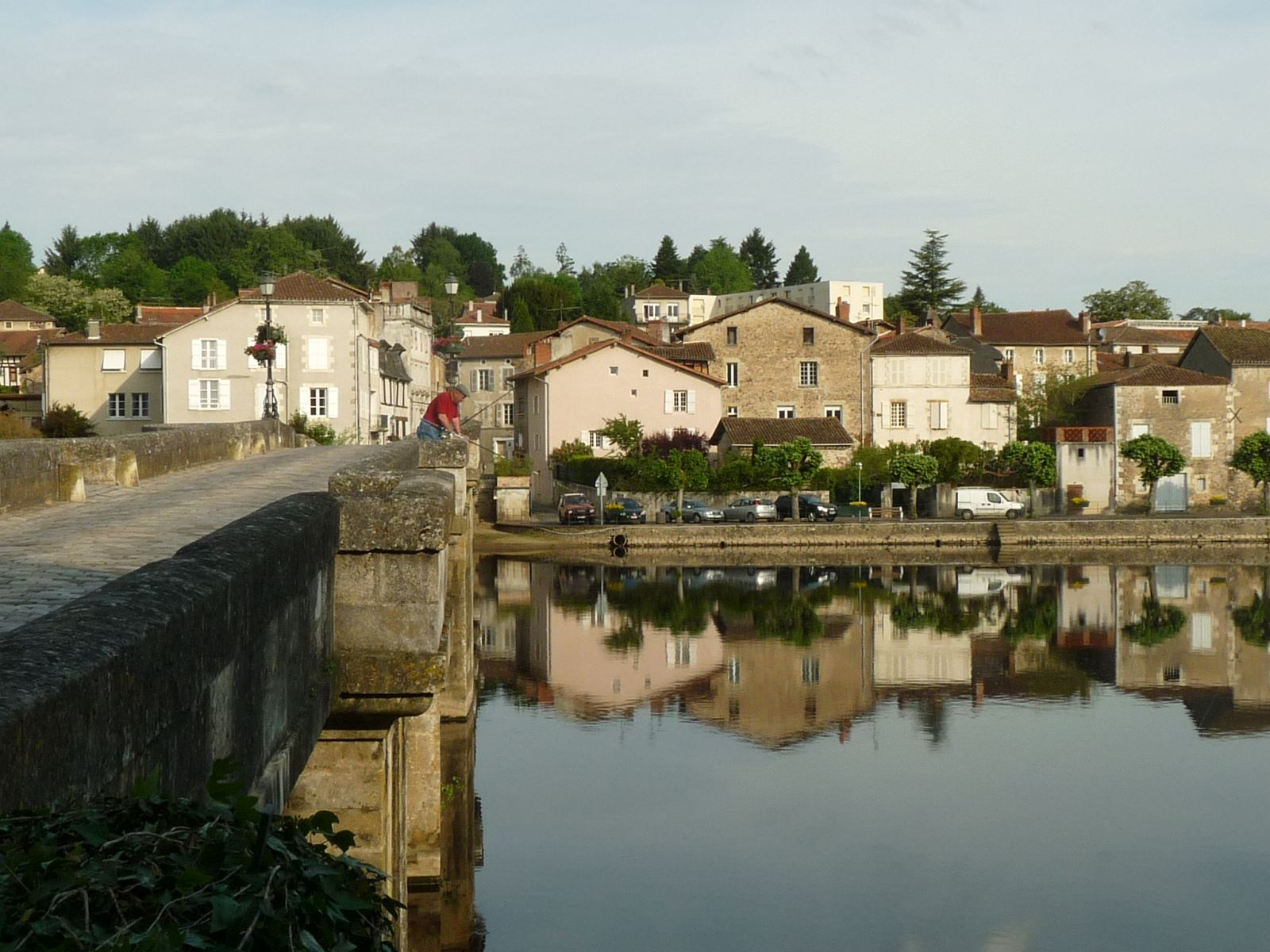